# Mariä Geburt (Hambach)

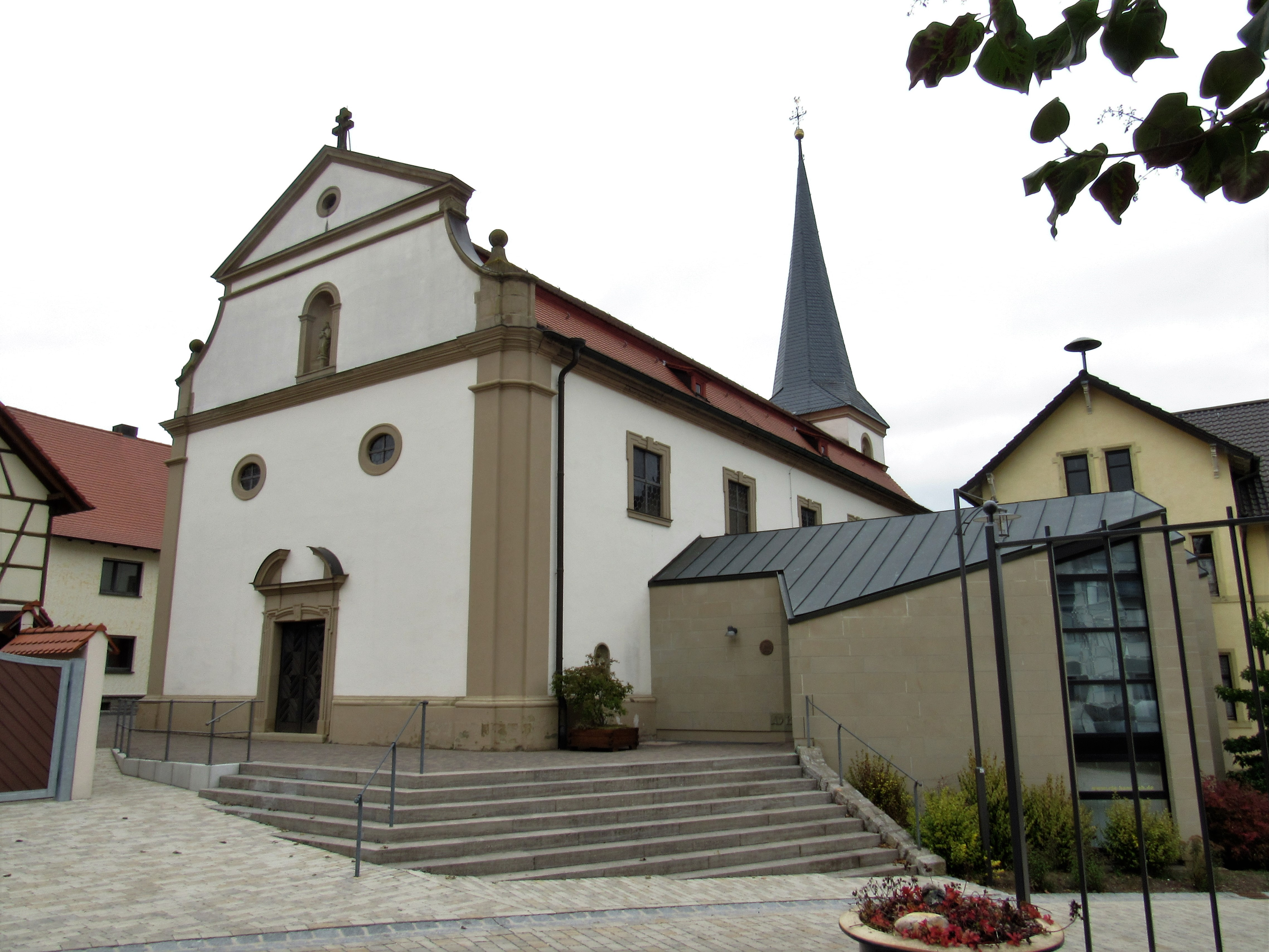
Kirche Mariä Geburt in Hambach

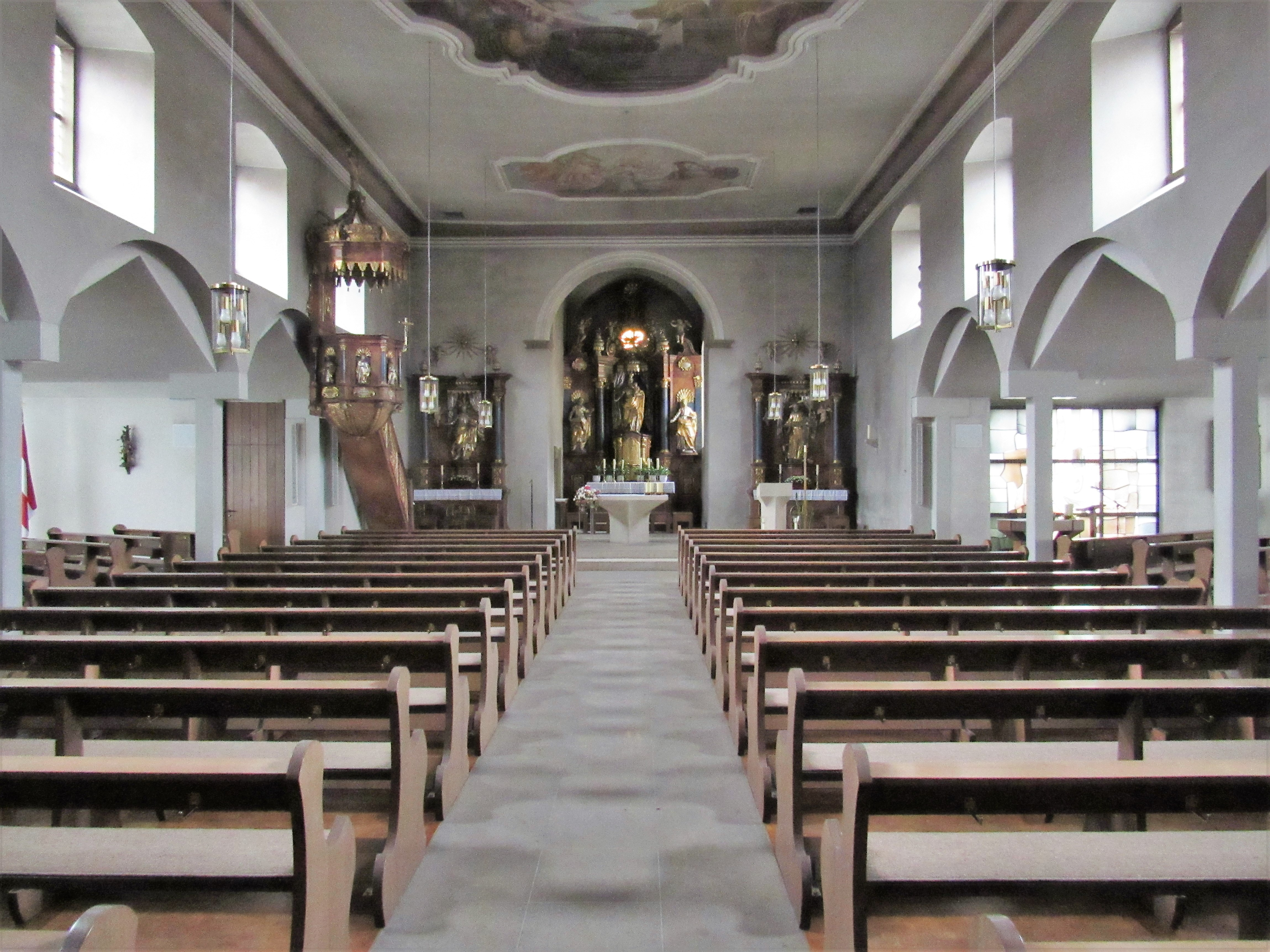
Innenraum der Kirche

Die römisch-katholische Kuratiekirche Mariä Geburt ist die Kirche von Hambach, einem Ortsteil der unterfränkischen Gemeinde Dittelbrunn im Landkreis Schweinfurt. Sie gehört zu den Baudenkmälern von Dittelbrunn und ist unter der Nummer D-6-78-123-8 in der Bayerischen Denkmalliste registriert. Hambach bildet mit Dittelbrunn, Holzhausen und Pfändhausen die Pfarreiengemeinschaft Marienbachtal.

## Geschichte
Vor Einrichtung der Kuratie war Hambach wohl eine Filiale von Maibach. Den Chorturm der Kirche ließ Fürstbischof Julius Echter von Mespelbrunn auf romanischen Grundmauern um das Jahr 1600 errichten. Das Langhaus wurde mit zwei Fensterachsen im Jahr 1734 erbaut und im Jahr 1928 um zwei Fensterachsen erweitert. In den Jahren 1988 bis 1990 kam es zum Anbau von zwei Seitenflügeln.

## Beschreibung und Ausstattung
Das Langhaus ist zum östlichen Chor im Untergeschoss des Kirchturms hin ausgerichtet. Der Kirchturm ist im Echterstil errichtet. Die Wände des Langhauses sind als Übergang zu den nördlichen und südlichen Seitenflügeln durchbrochen.
Die Einrichtung der Kirche ist barock aus der Entstehungszeit des Langhauses. Die zentrale Figur des Hochaltars, der wie die Seitenaltäre zweisäulig aufgebaut ist, ist eine vergoldete Muttergottes mit Kind. Die Kanzel zeigt die Figuren der vier Evangelisten.